# Rejectaria craftsalis
Rejectaria craftsalis là một loài bướm đêm trong họ Noctuidae.